# Aulus Iunius Pastor
Aulus Iunius Pastor Marcus Caesennius Sospes war ein römischer Politiker und Senator.
Pastor stammte aus einer italischen Familie, später wurde er in die Familie der Caesennii adoptiert. Pastor begann seine Laufbahn in Rom als triumvir monetalis, als Sevir equitum Romanorum war er Führer einer Schwadron römischer Ritter. Danach leistete er seinen Militärdienst als Tribunus militum in der legio XIII Gemina. Darauf folgten die Quästur, das Volkstribunat, eine Legatur in der Provinz Asia und die Prätur um 154 (?). Wahrscheinlich zwischen 156 und 159 war Pastor Kommandeur (Legatus legionis) der legio XXII Primigenia und danach, wohl 159/160–161/162, Statthalter der Provinz Belgica. Im Jahr 163 wurde er ordentlicher Konsul. Als curator operum locorumque publicorum war Pastor dann zuständig für die öffentliche Bautätigkeit in Rom (165?).

## Quelle
- CIL 6, 41126
- CIL 13, 6808

| Personendaten    | Personendaten        |
| ---------------- | -------------------- |
| NAME             | Iunius Pastor, Aulus |
| ALTERNATIVNAMEN  | Pastor, Aulus Iunius |
| KURZBESCHREIBUNG | römischer Konsul 163 |
| GEBURTSDATUM     | vor 156              |
| STERBEDATUM      | nach 163             |